# Парк Письменників (Ірпінь)

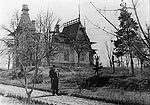
Колишня дача Чоколова

Парк Письменників — парк в місті Ірпінь. Розташований між вулицями Стельмаха та Підгірною, на території Будинку творчості письменників Національної спілки письменників України, у колишньому маєтку київського громадського діяча і підприємця Івана Чоколова. 
Територія Будинку творчости письменників довгий час була в занедбаному стані. В 2017 році Ірпінська міська рада та Національна спілка письменників України спільними зусиллями здійснили реконструкцію парку. 
Відкритий 30 жовтня 2017 року. Периметр парку оточено скульптурами та пам'ятниками, є декоративне озеро, фонтан, альтанки, пішохідні алеї, велодоріжки тощо. Збудовано сцену для проведення культурно-мистецьких заходів. На теренах парку заборонене вживання алкоголю та тютюнопаління.